# NGC 1731
NGC 1731 (другое обозначение — ESO 85-SC12) — звёздная ассоциация с эмиссионной туманностью в созвездии Золотой Рыбы, расположенная в Большом Магеллановом Облаке. Открыта Джоном Гершелем в 1834 году. Описание Дрейера: «довольно крупное, не очень богатое и не очень плотное скопление звёзд от 10-й до 15-й величин».
Этот объект входит в число перечисленных в оригинальной редакции «Нового общего каталога».